# Itziar Aizpuru
Pour les articles homonymes, voir Aizpuru (homonymie).
Itziar Aizpuru, née le 19 décembre 1939 à Getaria, est une actrice espagnole.

## Filmographie
- 2002-2012 : Hospital Central (série télévisée) : Carmela / Federica / Dionisia
- 2012 : Hamaiketakoa (court-métrage)
- 2011 : Amigos... : Tía Angustias
- 2011 : Desastre(s) : la grand-mère
- 2010 : El gran Vázquez : Paz
- 2011 : Desastre(s) : la grand-mère
- 2010 : 80 Egunean : Axun
- 2009 : MIR (série télévisée)
- 2005 : Eduard y el resto (court-métrage)
- 2003-2004 : Martin (série télévisée)
- 2014 : Loreak de Jon Garaño et Jose Mari Goenaga
- 2017 : The Invisible Guardian (El guardián invisible) de Fernando González Molina : Tia Engrasi
- 2018 : La victime numero 8 : Maria

## Récompense
- 2e cérémonie des Prix Feroz : meilleure actrice dans un second rôle pour Loreak[1],[2]